# Шахта імені С. В. Косіора
ДВАТ «Шахта імені С. В. Косіора». Входить до ДХК «Луганськвугілля». Розташована у смт Чорнухине, Перевальського району Луганської області.
Фактичний видобуток 1168/166 т/добу (1990/1999). Максимальна глибина 680/550 м (1990/1999).
Протяжність підземних виробок 72,7/27,5 км (1990/1999). У 1990/1999 розробляла відповідно пласти k7, l1, l4 та k5, l1, m3 потужністю 0,95-1,4/0,85-1,4 м, кути падіння 18/25о.
Пласти k5, k7, l1, l4, m3 небезпечні щодо раптових викидів вугілля і газу. Кількість очисних вибоїв 4/3, підготовчих 4/2 (1990/1999).
Кількість працюючих: 2178/986 чол., в тому числі підземних 1459/548 чол. (1990/1999).
Адреса: 94340, смт.Чорнухине, Перевальський район, Луганської обл.